# Arie Vooren
Arie Vooren (Beverwijk, 11 januari 1923 - Cuneo, 3 juni 1988) was een Nederlands wielrenner. Hij reed zowel op de weg als op de wielerbaan. 
Vooren was van 1943 tot 1952 actief als profwielrenner. Hij reed in 1947 de Ronde van Spanje en de Ronde van Frankrijk maar wist deze niet uit te rijden. Tijdens de Ronde van Vlaanderen van 1948 wist hij een negende plaats te halen. 
Vooren won in 1947 de 50 kilometer tijdens de Nederlandse kampioenschappen baanwielrennen. Hij nam deel aan verschillende Zesdaagse. Tijdens de Zesdaagse van New York in 1948 werd hij samen met Gerard van Beek derde. Dezelfde plaats behaalde dit koppel tijdens de Zesdaagse van München in 1949.

## Overlijden
Tijdens een vakantie in het Italiaanse Cuneo kreeg Vooren een hartaanval. Hij overleed op 65-jarige leeftijd.

## Palmares
1945
Amsterdam
1946
Stein
Valkenburg aan de Geul
Maas-Peel Mijnkoers
1947
 Nederlands kampioenschap baanwielrennen, 50 km
Stein
1948
 Nederlands kampioenschap baanwielrennen, 50 km
Baden
Den Haag
Profronde van Etten-Leur
1949
 Nederlands kampioenschap baanwielrennen, 50 km
1950
Amsterdam